# Cavtat

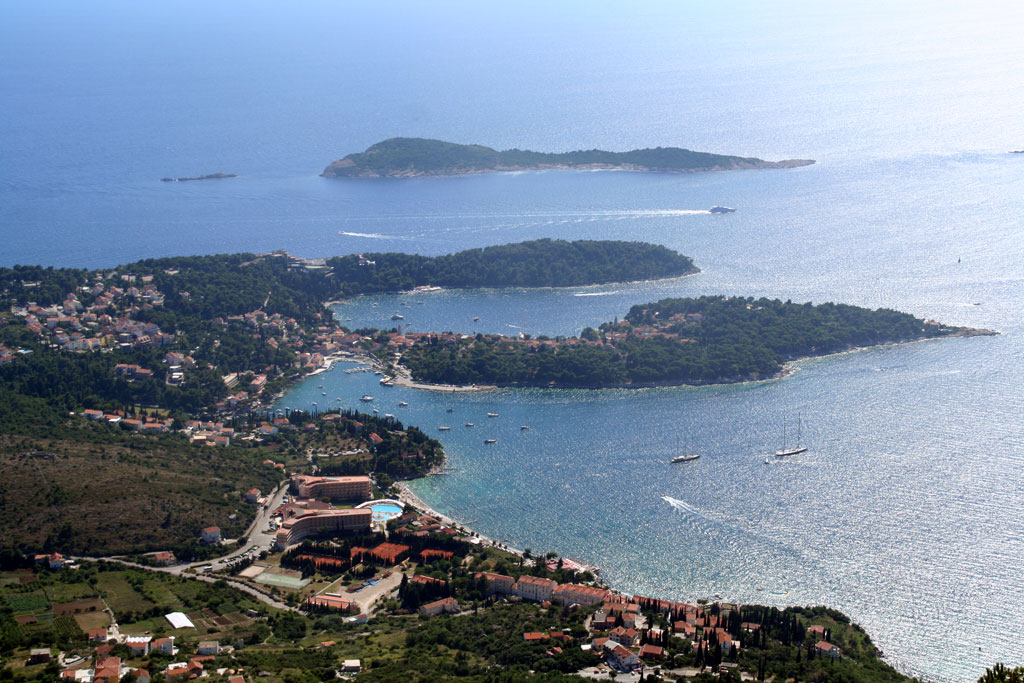
Blick auf Cavtat

Cavtat [ˈtsaʋtat] (lateinisch Epidaurus, italienisch Ragusavecchia) ist eine Ortschaft im südlichsten Teil der kroatischen historischen Region Dalmatien, 20 km südlich von Dubrovnik, mit 2.206 Einwohnern (2021). In Cavtat befindet sich der Verwaltungssitz der Gemeinde Konavle.

## Lage, Beschreibung
Das Städtchen wurde an den Hängen der Halbinsel Rat am Rand des Konavletals planmäßig angelegt.
Cavtat hat einen eigenen Hafenkapitän (kroat.: Lučka Kapetanija) sowie eine Zollanlegestelle (kroat.: Carina), was den Hafen für Yachten besonders attraktiv macht. Die Entfernung zum Flughafen Dubrovnik beträgt ca. 5 km.
Im Ort finden sich einige erhaltene kulturhistorische Bauwerke, zudem haben sich Unterkünfte und Restaurants für die wachsenden Touristenzahlen angesiedelt. Den Gästen stehen Sport- und Kulturmöglichkeiten wie Tennisplätze, markierte Wanderwege oder eine Tauchschule zur Verfügung sowie die Galerie Bukovac. Ein Museum mit der Sammlung Bogišić verwahrt den Nachlass des Rechtshistorikers Valtazar Bogišić, u. a. mit ca. 70 wertvollen Inkunabeln, 22.000 seltenen Büchern, Graphiken, Münzen und Waffen.
Jährlich im Sommer (Cavtater Sommer) und im Winter lockt die Stadt mit je einer Karnevalsveranstaltung Gäste aus nah und fern an.

## Geschichte
In der Antike lag an dieser Stelle die griechische Siedlung Epidauros, die ab 228 v. Chr. unter dem Namen Epidaurum römischer Herrschaft unterstand und später auch römische Kolonie war. Im Mittelalter wurde der Ort planmäßig ausgebaut, durch die Lage jedoch auf engem Raum.
Beim Erdbeben von 1667 wurde der Ort schwer beschädigt.
Während des Kroatienkrieges bzw. der Schlacht um Dubrovnik 1991 wurde Cavtat u. a. vom Meer aus beschossen bzw. später auch durch die Jugoslawische Volksarmee kontrolliert. Die meisten der zahlreichen Schäden wurden inzwischen repariert, einige Gebäude wie auch das Hotel Makedonia mussten aber abgerissen werden.

## Bauwerke und Denkmale (Auswahl)
- Franziskaner-Kloster mit der Klosterkirche Maria Schnee am Ufer der Adria

Das Kloster entstand zw. 1484 und dem Ende des 16. Jahrhunderts. Umfangreiche bauliche Veränderungen erfolgten im 18. und im 20. Jahrhundert. Auf dem Ostflügel der Anlage steht die Klosterkirche, gewidmet der Jungfrau vom Schnee. Drinnen sind ein Altarstück aus dem 15. Jahrhundert und eindrucksvolle Malereien erhalten. Das jetzige Aussehen erhielt die Kirche im Jahr 1909.
Im Nordflügel der Klosteranlage liegt der Klostergarten; weitere Gebäudeteile kamen im 19. Jahrhundert hinzu, als hier auch Seeleute (Segler) Trost und Unterkunft suchten.
- St. Nikolai-Kirche

Im Inneren befindet sich ein wertvolles Bild des Dubrovniker Malers Carmelo Reggio Palermitanc.

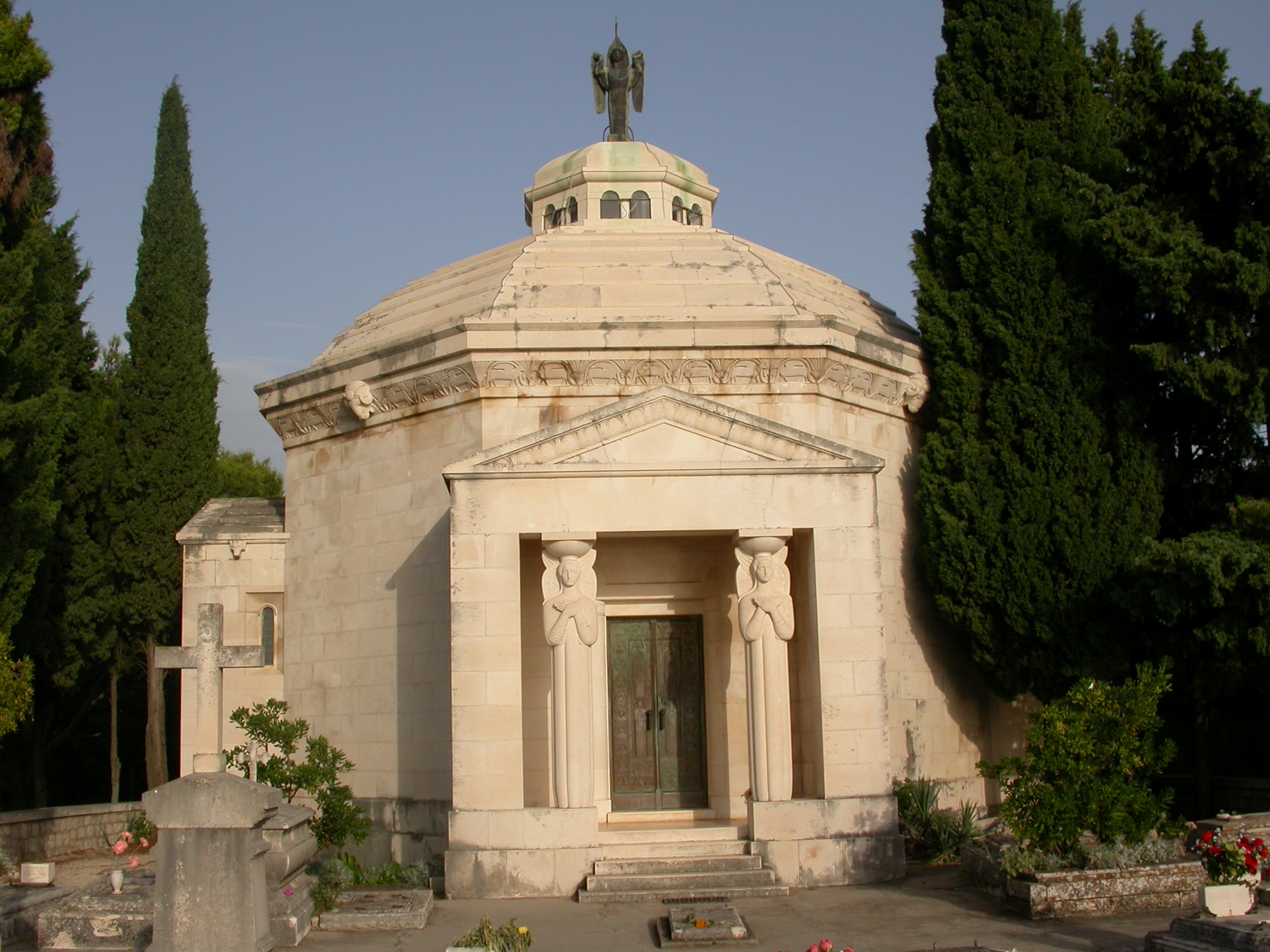
Mausoleum Račić

- Mausoleum der Seefahrer-Familie Račić, steht inmitten des städtischen Friedhofs

Das Gebäude des Mausoleums dominiert den gesamten Hügel und ist weithin im leuchtenden Weiß zu sehen. Es trägt auf der Spitze des Kuppeldaches einen bronzenen knienden Friedensengel. Darunter, in einer Laterne, hängt eine reliefierte Glocke, die Szenen aus dem Leidensweg Christi zeigt und folgende Inschrift trägt: „Wenn du das Mysterium der Liebe kennst, kannst du auch das Mysterium des Todes lösen und glaubst, dass das Leben ewig sei.“
Die Gestaltung des Bauwerks und des Schmucks erfolgten 1920–1922 nach Plänen des Bildhauers Ivan Meštrović. Das Mausoleum ersetzt eine vorherige Kapelle für die bekannte Familie.
- Denkmal für Frano Supilo
- Denkmal für Baltazar Bogišić

## Söhne und Töchter der Stadt

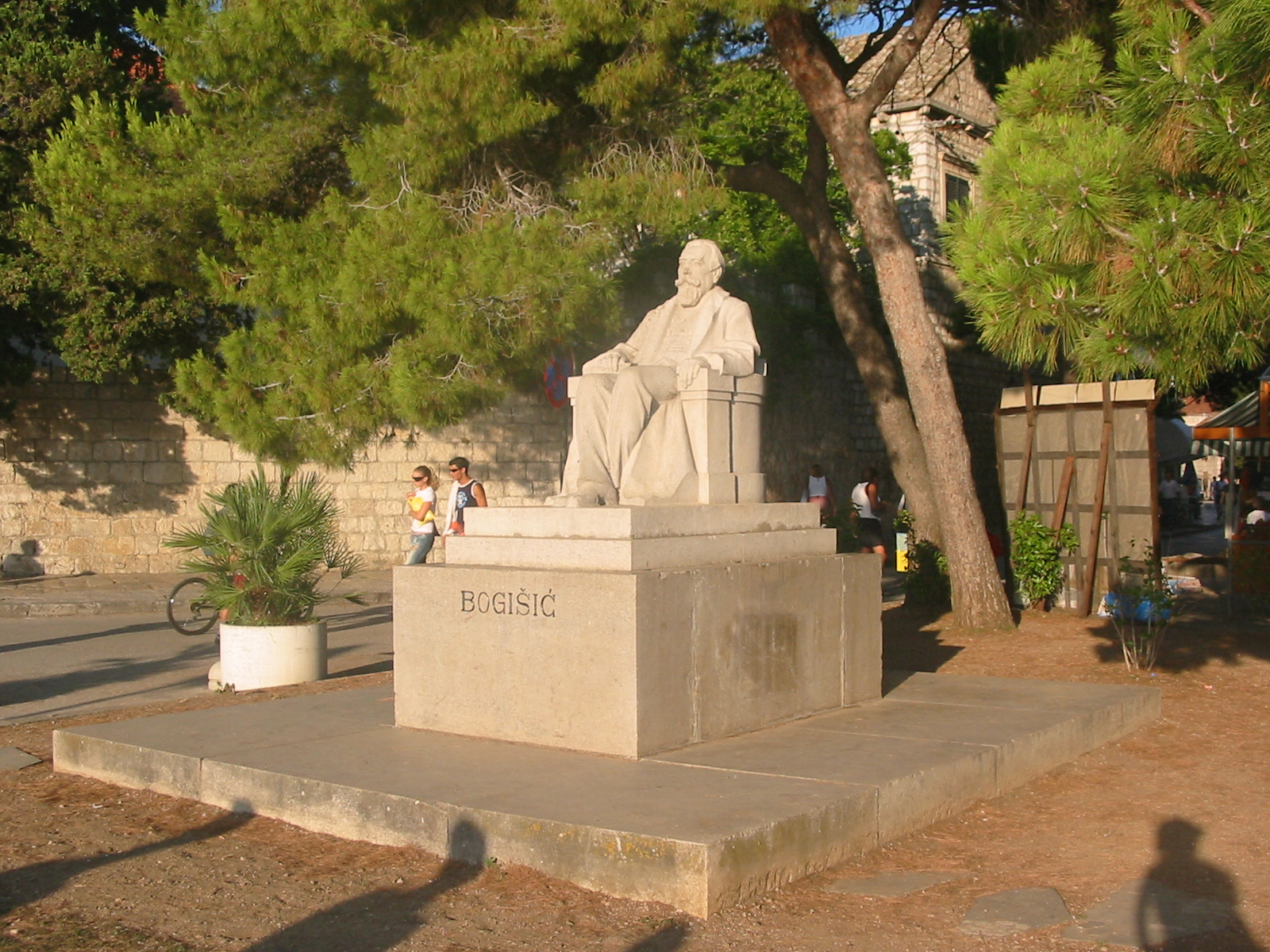
Statue von Bogišić

- Baltazar Bogišić (1834–1908), berühmter Jurist und Buchliebhaber
- Vlaho Bukovac (1855–1922), kroatischer Maler
- Tino Pattiera (1890–1966), Opernsänger der Stimmlage Tenor
- Seefahrerfamilie Račić
- Mate Šarlija (1929–1999) (genannt Daidža), General der HV und HVO
- Frano Supilo (1870–1917), Politiker und Journalist, der frühzeitig für die nationalen Interessen Kroatiens eintrat; geboren in Cavtat